# Лалугер
Лалугерът (Spermophilus citellus), наричан още суяк, или суек (в Западна България), а също и еркюпек (от турски "йер" земя, пръст и "кьопек" куче, т.е. земно куче )е вид дребен гризач от семейство Катерицови (Sciuridae). За разлика от родствената катерица, лалугерът води наземен начин на живот. Дължината на тялото с главата е 164 – 205 mm, на опашката – 40 – 74 mm. Окраската му е жълтокафява до жълта, понякога с тъмни петна по гърба.

## Разпространение
Лалугерът е разпространен в източните части на Балканския полуостров и Среднодунавската низина, във Влашко, Молдова, Буковина и Чехия. Има няколко изолирани популации в Македония и Западна Тракия. Популацията по десния бряг на р.Марица в Западна Тракия е продължение на по-голямата популация в Източна Тракия (Европейска Турция). Смята се за изчезнал в Германия, Хърватия и Полша, където се правят опити за реинтродуцирането на вида. В България се среща в цялата страна, главно в равнините.
Лалугерите предпочитат открити местности с ниска тревна растителност, често в близост до обработваеми земи.

## Начин на живот
Лалугерът е активен главно през деня. Между октомври и март, а в планините и по-продължително, изпада в хибернация. Обитава подземни тунели с дължина 150 – 315 cm, като дълбочината на жилищната камера е между 40 и 170 cm. През есента прокопава вертикален тунел над жилищната камера, който не достига напълно до повърхността, а с изкопаната пръст засипва летния вход към жилището. След края на хибернацията довършва прокопаването на вертикалния тунел, през който излиза на повърхността.
Основната храна на лалугера са листата на тревисти растения. През лятото се храни и със семена на житни култури, като може да нанесе значителни щети. Размножителният период е през пролетта, след края на хибернацията. Женските раждат от 2 до 11 малки, най-често 7. Полова зрялост достигат на втората си година.

## Допълнителни сведения
Застрашен в световен мащаб вид, включен в Червената книга на застрашените видове.